# 林門悅
第九世林門悅（1756年—1813年），日本圍棋棋手，為第八世林門入的兒子，本名井田門悅。
1775年初段時被立為跡目，同年出賽御城碁，受本因坊烈元三子九目勝。1790年八世門入退休，繼任為家督，是為第九世林門悅，後世對於門悅是否循歷代家督般改名林門入多有出入，是以也有稱林門悅門入者。
大田南畝（蜀山人）在1805年出版的《一語一言》的當代圍棋棋士名錄（去除掉初段）裡面，本因坊家共33名，井上家15名，安井家13名，而林家卻只有門悅一人（當時六段），足見林家當時之落魄，而門悅也因此加倍努力，晚年棋力精進，升上上手。
1805年因門下無好手，只好立自己二段的兒子井口鐵元為跡目；也有認為當時舟橋元美（本因坊察元晚年弟子，察元去世後改師事本因坊元丈）有被本因坊家許可而有希望繼任家督。
1813年門悅去世，但也有認為是1816年去世的，之後鐵元繼任，是為第十世林門入。

## 外部連結
日本圍棋故事